# Eötvös-plakett
Az Eötvös-plakett az Eötvös Loránd Fizikai Társulat által adományozható elismerés. Annak a társulati tagnak adható, aki hosszú időn keresztül aktív társadalmi munkával járul hozzá a társulat egészének vagy valamelyik csoportjának, szakcsoportjának eredményes működéséhez; továbbá olyan személynek, aki társadalmi munkában, vagy egyéb módon rendkívüli mértékben nyújt segítséget a társulat célkitűzéseinek megvalósításához; illetve neves külföldi vendégének a társulat valamely rendezvényén tartott előadása alkalmából. A plakett odaítélése a társulat elnökségének hatáskörébe tartozik, az elnökség döntéséről a következő küldöttközgyűlést tájékoztatni kell.

## A díjazottak
- 1987 Nyilas Dezső
- 1988 Jeges Károly
- 1989 –
- 1990 –
- 1991 –
- 1992 Rósa Géza
- 1993 –
- 1994 Láng Lászlóné
- 1995 Pellet Sándor
- 1996 MTV Tudományos Rovatok Szerkesztősége (Kádár Edit, Rajkovits Zsuzsa, Cser László) és MTV Tudományos Híradó (Kármán Tamás)
- 1997 Koblinger László
- 1998 Bohátka Sándor és Kugler Sándorné
- 1999 Molnár Miklós és Rónaszéki László
- 2000 Vágó György
- 2001 Vantsó Erzsébet
- 2002 –
- 2003 –
- 2004 –
- 2005 –
- 2006 –
- 2007 Hajdú Györgyné és Lakatos Tibor
- 2008 Molnár László, Kármán Tamás és Nagy Zsigmondné
- 2009 –
- 2010 Blészer Jenő
- 2011 Király Péterné, Kőrösi Magda és Szalay Istvánné
- 2012 Bartos Elekes István
- 2013 Kövesdi Zoltán
- 2014 –
- 2015 Pál Lénárd
- 2016 Haiman Ottó
- 2017 Moróné Tapody Éva, Szatmáry Zoltán és Zimányi Gergely